# Bing’s Buddies and Beaus
Bing’s Buddies and Beaus – kompilacyjny album muzyczny piosenkarza Binga Crosby’ego wydany przez Brunswick Records w 1959 roku. Zawiera utwory, które Crosby wykonał z różnymi artystami muzycznymi. Są to: The Andrews Sisters, Jane Wyman, Gary Crosby, Johnny Mercer, Fred Astaire, Bob Hope, Al Jolson, Mary Martin, Carol Richards, William Bendix oraz Louis Armstrong.

## Lista utworów
| Nr | Wykonawca                        | Tytuł                                             | Długość | Rok nagrania |
| A1 | Bing Crosby, The Andrews Sisters | „There’s No Business Like Show Business”          | 2:51    | 1947         |
| A2 | Bing Crosby, Jane Wyman          | „In The Cool, Cool, Cool Of The Evening”          | 3:22    | 1951         |
| A3 | Bing Crosby, Gary Crosby         | „Moonlight Bay”                                   | 3:01    | 1951         |
| A4 | Bing Crosby, Johnny Mercer       | „Mr. Gallagher And Mr. Shean”                     | 2:46    | 1938         |
| A5 | Bing Crosby, Fred Astaire        | „A Couple Of Song And Dance Men”                  | 2:14    | 1946         |
| A6 | Bing Crosby, The Andrews Sisters | „Is You Is Or Is You Ain't”                       | 2:55    | 1944         |
| B1 | Bing Crosby, Bob Hope            | „Put It There, Pal”                               | 2:26    | 1944         |
| B2 | Bing Crosby, Al Jolson           | „The Spaniard That Blighted My Life”              | 3:12    | 1947         |
| B3 | Bing Crosby, Mary Martin         | „The Waiter And The Porter And The Upstairs Maid” | 3:11    | 1941         |
| B4 | Bing Crosby, Carol Richards      | „Sunshine Cake”                                   | 2:59    | 1949         |
| B5 | Bing Crosby, William Bendix      | „Busy Doing Nothing”                              | 2:54    | 1949         |
| B6 | Bing Crosby, Louis Armstrong     | „Gone Fishin'”                                    | 2:27    | 1951         |